# San Felipe Plaza
San Felipe Plaza je mrakodrap v texaském městě Houston. Má 45 pater a výšku 190,5 metrů. Je to 2. nejvyšší mrakodrap postavený mimo centrum města hned po Williams Tower. Byl dokončen v roce 1984. Budova disponuje podlahovou plochou o rozloze 89 134 m2 převážně kancelářských prostor.